# John Boste
John Boste (Dufton, 1544 – Dryburn, 24 luglio 1594) è stato un presbitero inglese; martirizzato sotto Elisabetta I, è venerato come santo dalla Chiesa cattolica ed è ricordato tra i Santi quaranta martiri di Inghilterra e Galles.

## Biografia
John Boste nacque a Dufton, nel Nord dell'Inghilterra, non lontano dal Vallo di Adriano. Era figlio del proprietario terriero Nicholas Boste e di Janet Hutton. Conseguì la licenza triennale e poi la laurea (1572) al Queen's College dell'Università di Oxford. In quel periodo ricevette l'ordinazione anglicana. Nel 1574 divenne preside della scuola di Appleby, la stessa che aveva frequentato prima del college. Dopo un paio d'anni gli fu offerto un posto di professore ad Oxford. Il periodo - pochi mesi - trascorso all'università fu decisivo per la sua decisione di abbandonare l'anglicanesimo (1576). 
Il collegio inglese estero più vicino era quello di Reims, in Francia. Boste si trasferì dunque a Reims, dove fu ordinato sacerdote cattolico il 4 marzo 1581.. Il mese successivo partì per l'Inghilterra, dove sbarcò sotto falso nome. Era infatti punibile con la morte il sacerdote cattolico che si era formato all'estero.
Trovò protezione presso l'abitazione del visconte di Montagu, titolo nobiliare creato dalla regina Maria I Tudor, di fede cattolica. La sua attività missionaria consisteva nell'amministrare i sacramenti alle famiglie che avevano mantenuto viva l'«antica fede». Per oltre dodici anni lavorò con molto impegno spostandosi in varie parrocchie nel nord del Paese. Divenne così uno dei missionari più noti - e più ricercati dai cacciatori di sacerdoti. Visto che il cattolicesimo era ancora abbastanza diffuso e che Boste trovava sempre chi lo aiutava, sulla sua testa venne posta una taglia e venne assoldata una spia.
Si decise di fare terra bruciata attorno a Boste: il missionario aveva alcune persone di fiducia che lo aiutavano e lo assistevano. Tra tutti, il laico John Speed. Ebbene, Speed fu il primo ad essere catturato e martirizzato. Nel 1593 Boste fu tradito da un finto penitente che si era recato da lui per confessarsi, unicamente allo scopo di localizzarlo. Catturato in un'abitazione isolata in un villaggio della contea di Durham, Boste fu legato mani e piedi, poi venne trasferito nella prigione della Torre di Londra, dove fu preso in consegna dal più accanito dei cacciatori di sacerdoti, Richard Topcliffe.
Boste negò qualunque accusa di sedizione e tradimento, affermando che il suo scopo era quello di «invadere anime, non terreni». Subì la tortura della cremagliera in modo così atroce che i suoi arti restarono deformati per sempre. Pur in preda al dolore, non divulgò alcuna informazione che potesse servire a Topcliffe per catturare altri sacerdoti cattolici. Venne quindi rimandato a Durham per il processo insieme a due altri martiri, John Ingram e George Swallowel (oggi beati). Sapeva che avrebbe potuto convincere i giudici della propria innocenza, ma poi essi sarebbero stati costretti ad emettere comunque una condanna a morte. Così facendo però avrebbero tradito la propria coscienza ed avrebbero commesso peccato. Confessò quindi di essere un sacerdote cattolico: il verdetto di colpevolezza fu immediato. 
Il 24 luglio 1594 John Boste fu portato a Dryburn (nella stessa contea di Durham), il luogo dell'esecuzione. La popolarità di Boste era così vasta che furono prese eccezionali misure di sicurezza per evitare sommosse. Inoltre gli fu impedito di rivolgersi alla folla. La sentenza fu eseguita per impiccagione, sventramento e squartamento.

## Culto
John Boste fu beatificato da Pio XI il 15 dicembre 1929 e fu canonizzato da Paolo VI il 25 ottobre 1970 insieme ad altri 39 martiri inglesi e gallesi.